# ADRM Software
ADRM Software es una empresa estadounidense con sede en Chapel Hill, Carolina del Norte, Estados Unidos. Se destaca por ser un proveedor de modelado de datos en la industria de gran escala. Fue adquirido por Microsoft el 18 de junio del 2020.

## Historia
Fue fundado en el año 2009 por Kevin Shofield encargado a desarrollar datos modelados en industrias de telecomunicación,  servicios financieros, productos de altas tecnologías, manufactura, petroleros, química, minería, entre otros. ADRM Software también se enfoca en ayudar y solucionar los datos modelados en diferentes áreas específicamente en energías y utilidades, hospitalaria y servicios financieros.

## Productos
Los programas de ADRM son utilizados por empresas de todo el mundo como si fueran planos de información que la compañía ha construido y perfeccionado a lo largo de las décadas con fines analíticos.
ADRM Software desarrolla modelos de datos que normalmente incluyen: entidades, atributos, relaciones, reglas de negocio, definiciones de entidades y atributos y más. Según el portal de ADRM, cada conjunto de modelos de la industria consta de un modelo de datos empresariales. Sino,  consta un modelo de almacenamiento de datos y aproximadamente 21 a 30 modelos de área de negocio.

## Adquisición por parte de Microsoft
El 18 de junio del 2020, ADRM Software anuncia que fueron adquiridos por Microsoft formando parte del equipo de Azure Global Industry, con el propósito de mejorar e innovar el servicio de nube Azure. Microsoft también planea realizar cambios en los modelos de ADRM con el almacenamiento y proceso de Azure. Así podrán permitir a los clientes crear fuentes de datos que pueden usar varias líneas de negocio dentro de una organización.